# 12174 van het Reve
12174 van het Reve eller 3164 T-3 är en asteroid i huvudbältet som upptäcktes den 16 oktober 1977 av den nederländsk-amerikanske astronomen Tom Gehrels och det nederländska astronomparet Ingrid van Houten-Groeneveld och Cornelis Johannes van Houten vid Palomarobservatoriet. Den är uppkallad efter författaren Karel van het Reve.
Asteroiden har en diameter på ungefär 5 kilometer.